# Aulites brazieri
Aulites brazieri är en armfotingsart som först beskrevs av Crane 1886.  Aulites brazieri ingår i släktet Aulites och familjen Cryptoporidae. Inga underarter finns listade i Catalogue of Life.